# Tuonela (album)
Tuonela – czwarty album fińskiego zespołu deathmetalowego Amorphis, wydany w marcu 1999 roku przez wytwórnię Relapse Records. Nazwa płyty pochodzi od miana krainy zmarłych z fińskiej mitologii - pojawia się w eposie narodowym Kalevala, który stanowił inspirację dla tej płyty (jak również wcześniejszych wydawnictw Amorphis).
Styl muzyki jest mniej progresywny niż na poprzednim albumie (Elegy), gatunkowo bliżej mu do stoner/doom metalu z progresywno-metalowymi/rockowymi elementami, poza bardziej progresywnymi i rockowymi w brzmieniu piosenkami (utwory "Divinity", "The Way", "Summer's End", "Tuonela" i "Northern Lights"). 
Piosenka "Northern Lights" jest utworem dodatkowym na japońskiej edycji albumu. Do piosenki "Divinity" został nakręcony teledysk. Album Tuonela jest pierwszym albumem wpisanym w serwisie Encyclopaedia Metallum.
Według danych z kwietnia 2002 album sprzedał się w nakładzie 12,765 egzemplarzy na terenie Stanów Zjednoczonych.

## Twórcy
- Pasi Koskinen – śpiew
- Tomi Koivusaari – gitara rytmiczna, sitar
- Esa Holopainen – gitara prowadząca, gitara akustyczna
- Olli-Pekka Laine – gitara basowa
- Jan Rechberger – perkusja, instrumenty perkusyjne

### Gościnnie
- Santeri Kallio – instrumenty klawiszowe
- Sakari Kukko – saksofon (w utworach "Nightfall", "Tuonela"), flet (w utworze "Rusty Moon")

## Lista utworów
1. "The Way" – 4:35
2. "Morning Star" – 3:50
3. "Nightfall" – 3:52
4. "Tuonela" – 4:32
5. "Greed" – 4:17
6. "Divinity" – 4:56
7. "Shining" – 4:24
8. "Withered" – 5:44
9. "Rusty Moon" – 4:56
10. "Summer's End" – 5:37
11. "Northern Lights" (utwór dodatkowy na japońskiej edycji albumu) – 3:18

Wszystkie piosenki skomponowane przez Amorphis, wszystkie teksty autorstwa Pasi Koskinena, poza utworem "Summer's End" (autor - Antti Litmanen).